# Frédéric Léger
Pour les articles homonymes, voir Léger.
Frédéric L. Léger (1865-1941) est un enseignant et homme politique canadien originaire de Bertrand (Bas-Caraquet), au Nouveau-Brunswick.

## Biographie
Frédéric L. Léger est le fils de Lazare Joseph Léger et de son épouse Julie Poirier (1831-1913). Il suit sa scolarité à la Grammar School in Bathurst, puis est admis à l'École normale de Fredericton (futur New Brunswick Teachers' College (en)) avant de revenir comme maître d'école. Il se marie le 16 novembre 1896 à Marie-Louise LeBouthillier, dont il aura 15 enfants. 
Il exerce longtemps la fonction de syndic d’école et est élu au conseil municipal du comté de Gloucester, dont il est « préfet » de 1910 à 1911, de 1914 à 1915 et de 1918 à 1919.
Après la Première Guerre mondiale, le gouvernement fédéral le nomme contrôleur des pêches pour le territoire de Newcastle à Petit-Rocher. 